# Гартфорд-Сіті (Індіана)
Гартфорд-Сіті (англ. Hartford City) — місто (англ. city) в США, в окрузі Блекфорд штату Індіана. Населення — 6086 осіб (2020).

## Географія
Гартфорд-Сіті розташований за координатами 40°27′13″ пн. ш. 85°22′23″ зх. д. / 40.45361° пн. ш. 85.37306° зх. д. (40.453659, -85.373184).  За даними Бюро перепису населення США в 2010 році місто мало площу 10,09 км², з яких 10,04 км² — суходіл та 0,05 км² — водойми.

### Клімат
| Клімат : Гартфорд-Сіті | Клімат : Гартфорд-Сіті | Клімат : Гартфорд-Сіті | Клімат : Гартфорд-Сіті | Клімат : Гартфорд-Сіті | Клімат : Гартфорд-Сіті | Клімат : Гартфорд-Сіті | Клімат : Гартфорд-Сіті | Клімат : Гартфорд-Сіті | Клімат : Гартфорд-Сіті | Клімат : Гартфорд-Сіті | Клімат : Гартфорд-Сіті | Клімат : Гартфорд-Сіті | Клімат : Гартфорд-Сіті |
| Показник               | Січ.                   | Лют.                   | Бер.                   | Квіт.                  | Трав.                  | Черв.                  | Лип.                   | Серп.                  | Вер.                   | Жовт.                  | Лист.                  | Груд.                  | Рік                    |
| Середній максимум, °C  | 0,6                    | 3,3                    | 9,4                    | 16,7                   | 22,2                   | 27,2                   | 28,9                   | 27,8                   | 24,4                   | 18,3                   | 10,0                   | 3,3                    | 16,1                   |
| Середній мінімум, °C   | −7,8                   | −5,6                   | −0,6                   | 5,0                    | 10,0                   | 15,6                   | 17,2                   | 16,7                   | 12,2                   | 6,1                    | 1,1                    | −5                     | 5,5                    |
| Норма опадів, мм       | 50                     | 49                     | 71                     | 86                     | 97                     | 110                    | 109                    | 103                    | 73                     | 63                     | 86                     | 69                     | 966                    |
| ---------------------- | ---------------------- | ---------------------- | ---------------------- | ---------------------- | ---------------------- | ---------------------- | ---------------------- | ---------------------- | ---------------------- | ---------------------- | ---------------------- | ---------------------- | ---------------------- |
| Джерело: Yahoo!        |                        |                        |                        |                        |                        |                        |                        |                        |                        |                        |                        |                        |                        |

## Демографія
Згідно з переписом 2010 року, у місті мешкало 6220 осіб у 2666 домогосподарствах у складі 1691 родини. Густота населення становила 616 осіб/км².  Було 3158 помешкань (313/км²).
Расовий склад населення:
| - 97,3 % — білих - 0,3 % — чорних або афроамериканців - 0,2 % — корінних американців - 0,1 % — вихідців з тихоокеанських островів - 0,1 % — азіатів |

До двох чи більше рас належало 1,7 %. Частка іспаномовних становила 1,2 % від усіх жителів.
За віковим діапазоном населення розподілялося таким чином: 23,1 % — особи молодші 18 років, 58,5 % — особи у віці 18—64 років, 18,4 % — особи у віці 65 років та старші. Медіана віку мешканця становила 41,3 року. На 100 осіб жіночої статі у місті припадало 90,7 чоловіків;  на 100 жінок у віці від 18 років та старших — 86,8 чоловіків також старших 18 років.
Середній дохід на одне домашнє господарство  становив 44 722 долари США (медіана — 37 934), а середній дохід на одну сім'ю — 52 973 долари (медіана — 43 448). Медіана доходів становила 40 184 долари для чоловіків та 26 250 доларів для жінок. За межею бідності перебувало 16,0 % осіб, у тому числі 18,4 % дітей у віці до 18 років та 5,2 % осіб у віці 65 років та старших.
Цивільне працевлаштоване населення становило 2496 осіб. Основні галузі зайнятості: виробництво — 35,5 %, освіта, охорона здоров'я та соціальна допомога — 20,2 %, роздрібна торгівля — 14,3 %.